# 間氷期

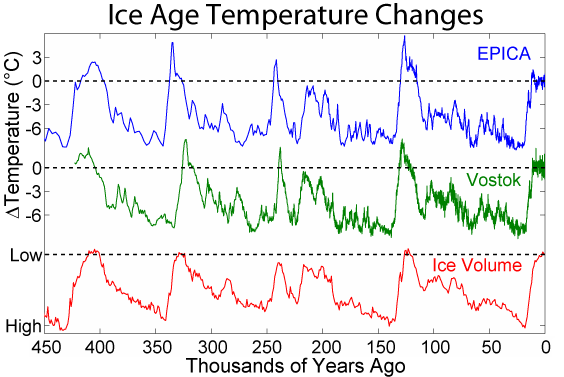
最近の氷期・間氷期と関連する温度変化および氷床の体積変化のパターン

間氷期（かんぴょうき/かんひょうき、英語: interglacial period）は、氷河時代のうち、氷期と氷期の間に挟まれた、気候が比較的温暖な時期である。現在の完新世間氷期は、約11,700年前に更新世の最後の氷期が終わりを迎えるとともに始まった。

## 更新世の間氷期
250万年間の更新世の間には、北アメリカとヨーロッパで、多くの氷期、あるいは重大な大陸氷床の拡大期が、およそ4万年から10万年の間隔で発生した。これらの長い氷期は、温暖な短い間氷期で分け隔てられた。
間氷期の間は、ちょうど現在の間氷期のように、気候が温暖で、ツンドラは氷床を追うように極地方へと後退していき、かつてツンドラ植生を育んでいた地域に森林が戻るようになる。間氷期は陸上または浅い縁海上の古生物学的特徴で識別される。温暖な気候を指し示し、具体的な年代を示す植物相および動物相の種の遺存体は、特定の間氷期を識別するために使用される。よく使われるのは、哺乳類と軟体動物の種と花粉と大型植物遺存体（種子や実）である。一方で、昆虫、貝虫、有孔虫、珪藻など、その他多くの化石・遺体が有用なこともある。最近では、氷床コアと海底堆積物コアから、気温と氷床の総体積を示す、より定量的かつ正確な年代が特定できる証拠が得られる。
間氷期と氷期は地球の軌道の周期的変化と重なる。3つの軌道要素の変化が間氷期の一因となっている。1つ目は、太陽の周りを公転する地球の軌道の変化で、軌道離心率と呼ばれるものである。2つ目は、黄道傾斜角と呼ばれる地球の自転軸の傾きの変化である。3つ目は、歳差運動、すなわち地軸の揺動である。
南半球の温暖な夏は、南半球が太陽に対して傾いて、地球が楕円軌道上で太陽に最も近くなるときに起こる。対して寒冷な夏は、その季節中に地球が太陽から最も遠いときに起こる。これらの効果は軌道の離心率が大きいときにより顕著に現れる。離心率が大きいと、季節的な変化はより極端になるためである。
間氷期は地質図の作成に役立つツールであるほか、ヒト科の動物化石の年代測定の手法として使用できることから、人類学者にとっても有用である。
最終氷期中に発生した短期間の気候の穏やかな時期は亜間氷期と呼ばれる。ほとんどの（全てではない）亜間氷期は間氷期よりも短い。亜間氷期の気候は比較的温暖であったかもしれないが、必ずしもそうであったわけではない。寒冷な時期（亜氷期）は非常に乾燥することもしばしばあり、湿潤な（だからと言って必ずしも温暖ではない）時期は堆積記録に亜間氷期として表れることもある。
海底堆積物のコアサンプルから得られる酸素同位体比は、地球の平均気温の代替指標であり、地球の気候の変化についての重要な情報源である。

## 間氷期の気候最適期
間氷期の気候最適期または気候最温暖期とは、間氷期の中でも最も「良好な」気候を経験した間氷期中の時期のことであり、しばしば間氷期の中間部に発生する。間氷期の気候最適期は、同じ間氷期の内のあまり良好でない気候（だが、それでも前後の氷期よりは「良い」気候）を経験したフェーズの前後に起こる。間氷期の気候最適期には、海面水準が最も高くまで上昇するが、それは必ずしも厳密に気候最温暖期と同時ではない。
現在の間氷期である完新世には、サブボレアル期（亜北方期、5–2.5 ka BP、3000 BC–500 BCに相当）とアトランティック期（9–5 ka BP、およそ7000 BC–3000 BCに相当）に気候最適期があった。この気候最適期の後に続く、現在我々が置かれている気候フェーズは、なお同じ間氷期（完新世）の内である。この温暖期の後、約2,000年前までは気温が徐々に低下し、小氷期（1250年–1850年）が訪れるまで別の温暖期が続いた。
一つ前の間氷期の気候最適期は、更新世後期のエーム間氷期中の 131–114 ka に発生した。エーム間氷期の気候最適期は、花粉帯E4帯の模式地域（オランダのアメルスフォールト市）で起きた。ここで、この花粉帯は Quercus（オーク）、Corylus（ハシバミ）、Taxus（イチイ）、Ulmus（ニレ）、Fraxinus（トネリコ）、Carpinus（シデ）、Picea（トウヒ）の拡大に特徴付けられる。エーム間氷期の間、海面水準は現在よりも約8メートル高く、北海の海水温は現在よりも約2 °C高かったと考えられている。